# منتخب مونتسرات لكرة القدم
منتخب مونتسرات لكرة القدم (بالإنكليزية: Montserrat national football team) وهو المنتخب الوطني في مونتسرات ويديره اتحاد مونتسرات لكرة القدم. لم يسبق له التأهل إلى بطولة بطولة كأس العالم لكرة القدم. تعتبر لعبة كرة القدم الثانية من حيث الشعبية حيث تفوقها لعبة الكريكت شعبية.

## وصلات خارجية
- قائمة بيانات المنتخب من الموقع الرسمي للفيفا باللغة العربية